# اتحاد جزر الهند الغربية
اتحاد جزر الهند الغربية: هو إحدى اتحادات الكاريبي الاتحاد لم يدم طويلاً كان موجود من 3 يناير 1958 إلى 31 مايو 1962. قرارت مختلف جزر البحر الكاريبي التي كانت مستعمرة للمملكة المتحدة، بما في ذلك ترينيداد وتوباغو، وباربادوس، وجامايكا، وليوارد وجزر ويندوارد أن تشكل اتحاد سياسي وتكون عاصمتها ترينيداد وكانت النية المعلنة للاتحاد بإنشاء وحدة سياسية تطمح أن تصبح مستقلة عن بريطانيا كدولة واحدة وانهار الاتحاد بسبب النزاعات السياسية الداخلية.

## الجغرافيا
يتكون الاتحاد من حوالي 24 جزيرة مأهولة وحوالي 220-230 جزيرة صغيرة. وأكبر جزيرة في الاتحاد كانت جامايكا، وتقع في أقصى الشمال الغربي. وإلى الجنوب الشرقي تقع ثاني أكبر جزيرة، ترينيداد، تليها بربادوس.
شمل الاتحاد العديد من التجمعات الجزرية في منطقة الكاريبي حيث شمل:
- في جزر الأنتيل الكبرى: جامايكا وجزر كايمان وجزر تركس وكايكوس
- وفي جزر الأنتيل الصغرى:
  - بربادوس
  - جزر ليوارد: أنتيغوا وبربودا، سانت كريستوفر نيفيس أنغيلا، ومونتسيرات
  - جزر ويندوارد: دومينيكا، سانت لوسيا، سانت فنسنت والغرينادين، وغرينادا
  - ترينداد وتوباغو

في أوسع نطاقه امتد الاتحاد من الشرق إلى الغرب، حوالي 2425 كيلومترًا، و 1700 كيلومتر من الشمال إلى الجنوب. على الرغم من أن جزر الهند الغربية كانت منتشرة عبر هذه المساحة الشاسعة، إلا أن معظم مقاطعاتها كانت متجاورة إلى حدٍّ ما في منطقة شرق الكاريبي.
يُعتبر الاتحاد اليوم جغرافيًا جزءًا من قارة أمريكا الشمالية حيث تقع جميع جزره في منطقة الكاريبي وحوله، على الرغم من أن ترينيداد تقع على شاطئ أمريكا الجنوبية وتقع على نفس الجرف القاري.

### المناخ
المناخ في جميع الجزر استوائي، مع طقس حار ورطب. وتعد المناطق الواقعة ضمن ظل المطر (السواحل الجنوبية لجامايكا وترينيداد والسواحل الشرقية لجزر الأنتيل الصغرى) أكثر جفافًا نسبيًا. وهناك موسمان سنويًا: موسم الجفاف في الأشهر الستة الأولى من العام، وموسم الأمطار في النصف الثاني من العام. وتقع معظم الجزر ضمن حزام الأعاصير، باستثناء ترينيداد.

## المقاطعات
| جامايكا أنتيغوا وبربودا دومينيكا بربادوس ترينداد وتوباغو سانت لوسيا سانت فنسنت وجزر غرينادين غرينادا مونتسيرات جزر كايمان (جامايكا) جزر تركس وكايكوس (جامايكا) سانت كريستوفر نيفيس وأنغيلا |

| العلم | المقاطعة                          | العاصمة      | تعداد السكان | المساحة (كم²) |
| ----- | --------------------------------- | ------------ | ------------ | ------------- |
|       | أنتيغوا وباربودا                  | سانت جونز    | 57,000       | 440           |
|       | باربادوس                          | بريدج تاون   | 234,000      | 431           |
|       | جزر كايمان (ملحقة بجامايكا)       | جورج تاون    | 9,000        | 264           |
|       | دومينيكا                          | روسو         | 61,000       | 750           |
|       | غرينادا                           | سانت جورجز   | 91,000       | 344           |
|       | جامايكا                           | كينغستون     | 1,660,000    | 10,991        |
|       | مونتسيرات                         | بليموث       | 13,000       | 102           |
|       | سانت كريستوفر نيفيس وأنغيلا       | باستير       | 55,600       | 351           |
|       | سانت لوسيا                        | كاستريس      | 95,000       | 616           |
|       | سانت فنسنت والغرينادين            | كينغستاون    | 83,000       | 389           |
|       | ترينداد وتوباغو                   | بورت أو سبين | 900,000      | 5,131         |
|       | جزر تركس وكايكوس (ملحقة بجامايكا) | كوكبورن تاون | 6,000        | 430           |
|       | اتحاد جزر الهند الغربية           | شاغاراماس    | 3,264,600    | 20,239 كم2    |

## الديموغرافيا
كان إجمالي عدد سكان اتحاد جزر الهند الغربية ما بين 3 و 4 ملايين شخص، وكان معظمهم من أصل غرب أفريقي. شملت الأقليات هنودًا من شبه القارة الهندية (يُطلق عليهم هنود الشرق)، وأوروبيون، وصينيون، وعرب. وكان هناك أيضًا عدد كبير من السكان من أصل مختلط (بشكل رئيسي مولاتو). أما من حيث الدين، فكان معظم السكان بروتستانت، مع وجود أعداد كبيرة من الكاثوليك وبعض الهندوس والمسلمين (معظمهم من سكان الهند الشرقية تقريبًا).
كانت توجد جميع المستوطنات الرئيسية التابعة للاتحاد على الساحل، ويرجع ذالك إلى التجارة. وقد كانت المدن الرئيسية في ذالك الوقت: كينغستون، بورت أوف سبين، بريدج تاون، سبانيش تاون، مونتيغو باي، كاستريس، روسو، كينغستاون، سانت جونز، وباستير.

## انهيار الاتحاد
تم طرح العديد من الأسباب لشرح زوال الاتحاد. وتشمل هذه الافتقار إلى الدعم الشعبي المحلي، وضعف الحكومة الفيدرالية، وأوجه القصور في الدستور الفيدرالي، والخلافات السياسية بين القادة المؤثرين، وقرار السياسيين الثلاثة الأكثر نفوذاً بعدم خوض الانتخابات الفيدرالية.
ومع ذلك، فإن الحافز المباشر لحل الاتحاد كان استياء جامايكا. في عام 1961، كان هناك عدد من الأسباب لاستياء جامايكا من الحالة:
- كانت حصة جامايكا من مقاعد البرلمان الاتحادي أقل من نصيبها من إجمالي سكان الاتحاد.
- كان يعتقد أن الجزر الأصغر ستكون استنزافًا لثروة جامايكا
- كانت جامايكا معزولة إلى حد ما عن الجزر الأخرى.
- كان العديد من الجامايكيين مستائين من عدم اختيار كينغستون كعاصمة اتحادية.

وكان أهم سبب لاستياء جامايكا هو استمرار الوضع الاستعماري للاتحاد. انضمت جامايكا إلى الاتحاد لأن قادتها اعتقدوا أن جزر الهند الغربية ستمنح الاستقلال بسرعة. وبعد ما يقرب من ثلاث سنوات من تشكيل الاتحاد، لم يحدث ذلك؛ وفي الوقت نفسه، بعض المستعمرات البريطانية، مثل قبرص وسيراليون، قد استقلت. وهكذا، اعتقد العديد من الجامايكيين أن الجزيرة ينبغي أن تسعى للحصول على الاستقلال بحد ذاتها.
نتيجة لذلك، نجح حزب العمال الجامايكي بقيادة بوستامانتي في إجبار مانلي (رئيس وزراء جامايكا) على إجراء استفتاء في سبتمبر 1961 للانفصال عن الاتحاد. فتم انفصال جامايكا،  بنسبة 54٪ من الأصوات، وأصبح بوستامانتي أول رئيس وزراء لجامايكا في 6 أغسطس 1962.
وبعد مغادرة جامايكا، كانت هناك محاولات لإنقاذ الاتحاد. واعتمد الكثيرون على رئيس وزراء ترينيداد وتوباغو، الذي صرّح سابقًا أنه يريد «اتحادًا قويًا». فبدأت المفاوضات حول هذا الاتحاد الجديد في سبتمبر 1961 ؛ لكنهم أشاروا إلى أن ترينيداد سيتعين عليها توفير 75 إلى 80 في المائة من عائدات اقتصاد الاتحاد الجديد. وعلى الرغم من أن ترينيداد ستمثل 60 في المائة من سكان الاتحاد، فإن المقترحات ستمنحها أقل من نصف المقاعد في البرلمان.
وبحلول نوفمبر أشار رئيس وزراء ترينيداد وتوباغو إلى أنه يؤيد استقلال ترينيداد وتوباغو. وفي وقت لاحق من ذلك الشهر، التقى رئيس وزراء باربادوس إيرول بارو مع ويليامز، لكنه فشل في إقناعه بالإبقاء على ترينيداد في الاتحاد.
وبدون ترينيداد وجامايكا، حاول «الثمانية الصغار» الباقون إنقاذ الاتحاد، وهذه المرة تركز الاتحاد على بربادوس. ولكن أثبتت هذه المفاوضات في النهاية أنها غير مثمرة. بدون أكبر ولايتين، وكان مصير الاتحاد الإفلاس المالي. فرفضت بربادوس تحمل العبء المالي.
فتم حل اتحاد جزر الهند الغربية من الناحية القانونية بموجب قانون برلمان جزر الهند الغربية لعام 1962. أصبحت المقاطعات «الثمانية الصغيرة» المتبقية مستعمرات، والتي استقلت معظمها فيما بعد، على النحو التالي:
- بربادوس - 1966
- غرينادا - 1974
- دومينيكا 1978
- سانت لوسيا - 1979
- سانت فنسنت والغرينادين - 1979
- أنتيغوا وبربودا - 1981
- سانت كيتس ونيفيس - 1983

بينما ظلت مونتسيرات جزء من أقاليم ما وراء البحار البريطانية. وانفصلت وجزر كايمان وجزر تركس وكايكوس جامايكا على الاستقلال في عام 1962. وانفصلت أنغويلا عن سانت كيتس ونيفيس في عام 1980. وظل الثلاثة جميعًا جزءاً من أراضي المملكة المتحدة.